# دیوالی

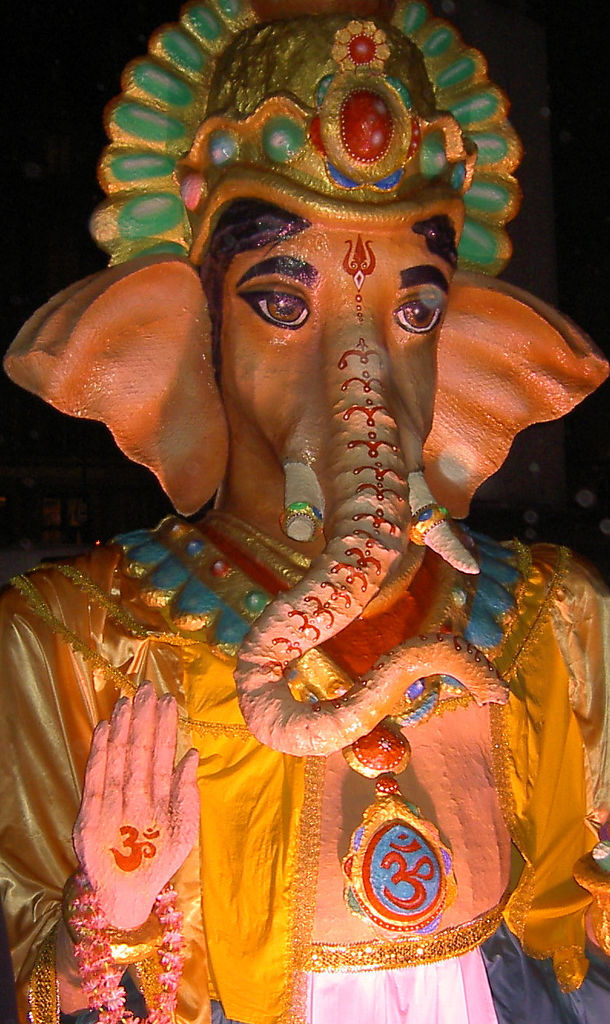
بت گانِشا به هنگام جشن دیوالی در لندن

دیوالی از جمله جشن‌های هندوان است. دیوالی یک جشنوارهٔ پنج‌روزهٔ هندوها است که در سراسر هند اجرا می‌شود و تاریخ اجرای آن به زمان‌های پیش از تاریخ بازمی‌گردد.
این جشنواره پنج‌روزه بر اساس گاهشماری هندی، در روز پانزدهم کارتیکا آغاز می‌شود. از آنجایی که محاسبهٔ ماه‌های هندی، قمری است؛ تاریخ دیوالی در تقویم‌های دیگر متغیر بوده و  زمان آن معمولا در مهر و آبان است، به گونه‌ای که روز چهارم دیوالی، روز اول ماه قمری است.
طی روزهای پیش از جشن، تمام خانه‌ها پاکیزه و مرتب شده و پنجره‌ها برای خوشامدگویی به لاکشمی (Lakshmi)، الههٔ توانگری و کامیابی گشوده می‌شوند.
نام دیوالی، تغییریافته واژهٔ دیپاوالی (Deepavali) – دیپا به معنی نور و آوالی به معنای ردیف و صف - و در کل به معنای صفی از نور است. در واقع نمایش نور در این جشنواره یکی از جذاب‌ترین بخش‌های آن است. تمام خانه‌ها، از فقیرانه‌ترین کلبه‌ها تا اشرافی‌ترین کاخ‌ها، با نور نارنجی رنگ فانوس‌هایی به نام دیا (Diya) برای تبریک و سلام به لاکشمی روشن می‌شوند.
فانوس یا دیپ (Deep)، نشانهٔ دانش است و افروختن چراغ دانش در میان مردم به معنای درک فلسفهٔ هر روز خاص از این جشنواره و به عمل درآوردن این فلسفه، در زندگی روزمره است.
طرح‌های الوان رنگولی (Rangoli نقوشی سنتی و بسیار زیبا که در روزهای عید و مناسبت‌ها، از دیرباز برای تزیین کف اتاق، حیاط و درگاه خانه‌ها، برای خوشامدگویی به خدایان ترسیم می‌شده است. این نقاشی‌ها با پودرهای رنگ و توسط زنان اجرا می‌شده است)، گل‌آرایی و آتش بازی، این جشنواره را که پیام‌آور شادی، نشاط و خوشبختی در سال جدید است، از شکوه و زیبایی خاصی برخوردار می‌کند.
جشنوارهٔ دیوالی در ابعاد وسیع و تقریباً در تمام مناطق هند برگزار می‌شود و در واقع، پیش‌درآمد سال نو است. دیوالی حتی در کشورهایی چون تایلند، ترینیداد، سیام و مالایا نیز با تفاوت‌هایی اجرا می‌شود.

## روز یکم
روز یکم دیوالی دهان ترایوداشی (Dhantrayodashi) یا دهان تراس (Dhan teras) نام دارد. «دهان» به معنای «ثروت» و «ترایوداشی» به معنی روز سیزدهم است. در کل این نام به روز سیزدهم از نیمهٔ نخست ماه قمری کارتیکا اشاره می‌کند که در آن، دهان وانتاری (Dhanvantari)، یکی از نمودهای ویشنو (Vishnu) خدای هندی، از آب‌های اقیانوسی که دانش طب روحانی «اهوروداً را در خود دارد، خارج می‌شود و به مردم کمک می‌کند علیه بیماری و مرگ مبارزه کنند.
در غروب این روز، هندوها باید حمام کنند و هدایای خود را که شامل فانوس‌های روشن دیا (Deeya) و شیرینی‌هایی به نام پراساد (Prasad) است را به حضور یاما راج (Yama Raj خدای مرگ) تقدیم کنند. این کار باید در نزدیک یک درخت مقدس که ممکن است در باغ یا خانهٔ شخصی افراد هم باشد، صورت می‌گیرد و در صورت نبودن چنین درختی، یک محل پاکیزه در حیاط جلوی خانه هم، قابل قبول خواهد بود.

## روز دوم
روز دوم دیوالی نارک چاتورداسی (Narak Chaturdasi) نام دارد. این روز، چهاردهمین روز ماه قمری و شب دیوالی است. در این روز کریشنا (Krishna بزرگ‌ترین خدای هندویان)، اهریمنی به نام ناراکاسور (Narakasur) را نابود کرده و جهان را از ترس رهانیده است. مادر ناراکاسور، اعلام می‌کند که روز مرگ فرزندش - که موجب ناراحتی عموم را فراهم می‌کرده- نباید به عزاداری بگذرد و باید روزی برای جشن و شادی اعلام شود.
در نتیجه، پیام روز دوم این است که منافع جامعه باید همواره بر منافع فردی و نسبت‌های خانوادگی ارجحیت داشته باشد.
از مراسم روز دوم، ماساژ بدن با روغن‌های مخصوص برای رفع خستگی، حمام پیش از طلوع آفتاب و استراحت است تا همه بدون خستگی و با شادی و علاقه برای اجرای مراسم دیوالی در روز بعد آماده باشند. فانوس یاما دیا در این شب نباید روشن شود.

## روز سوم: روز اصلی دیوالی
مراسم واقعی دیوالی در روز سوم اجرا می‌شود. در این شب ماه به کلی غروب می‌کند و تاریکی کامل آسمان را فرا می‌گیرد. در این تاریکی، دیوالی امکان تجلی واقعی خود را به دست می‌آورد.
در این روز مردم از لاکشمی، الههٔ ثروت، برای نعمات متعدد او سپاسگزاری می‌کنند و مراسم دعای شکرگزاری که پوجا (Puja) نام دارد، هم در سپیده‌دم و هم هنگام غروب آفتاب انجام می‌گیرد. اعتقاد بر این است که الههٔ ثروت از خانه‌هایی که پاکیزه نبوده و به خوبی روشن نشده‌اند، دیدن نمی‌کند؛ بنابراین همه برای تمیز نگه داشتن خانهٔ خود بسیار کوشش می‌کنند، درها و پنجره‌ها را بازمی‌گذارند و تمام چراغ‌ها را روشن می‌کنند.
پس از مراسم دعا و عبادت که با سرود و اهدای هدایای مختلف به حضور خدایان همراه است و به جا آوردن عبادت در خانه، مردم به دیدار همدیگر رفته و به رد و بدل کردن شیرینی و هدیه می‌پردازند.
هنگام غروب، خانه‌ها و خیابان‌ها با چراغ‌ها، فانوس‌ها و شمع‌های بی‌شمار تزیین می‌شود. و مردم در خارج از خانه‌ها گرد آمده و منتظر ورود الهه به داخل خانه و برکت بخشیدن به آن هستند. در این مدت آن‌ها به آتش بازی و تماشای فانوس‌ها می‌پردازند.

## روز چهارم
در این روز، به نام‌های پادوا (Padwa)، وارشا پراتی پادا (Varshapratipada) و کارتیکا شودا پادیامی (Kartika Shudda Padyami) خوانده می‌شود. اهمیت این روز در داستانی است که از کریشنا نقل می‌شود.
او متوجه می‌شود که مردم یک دهکده برای زمین‌های زراعی خود دست به دامان «ایندراً» Indra خدای رعد شده‌اند تا برایشان باران کافی بفرستد و مدام مرقبند تا خشم او موجب بروز طوفان و سیل نشود. کریشنا این کار را نکوهش می‌کند و می‌گوید که هر کس موظف است از گاوهای خود که مهم‌ترین بخش زندگی آن‌ها هستند نگهداری کند نه اینکه به پرستش خدایی خشمگین بپردازد. این گفته موجب خشم فراوان ایندرا می‌شود و طوفانی را بر سر دهکده روانه می‌کند.
کریشنا نیز با بلند کردن تپهٔ گوواردهان (Govardhan) و نگه داشتن آن بر فراز دهکده، از مردم محافظت می‌کند. تا امروز نیز در شمال هند، مردم به‌طور سمبولیک به پرستش تپه گوواردهان می‌پردازند و آن را محل عبور کریشنا می‌دانند. از طرفی این کار آن‌ها به نوعی برای آرام کردن نیروهای طبیعت و جلوگیری از طوفان و سیل هم هست.
در این روز، برای سال نوی اقتصادی، دفترهای پس‌انداز تازه‌ای می‌گیرند تا سال را با موفقیت مالی و رونق اقتصادی سپری کنند.

## روز پنجم
همان‌طور که روز راکشا بندهان (Raksha Bandhan) روز برادر نامیده شده است، این روز که بهرارتی دوج (Bhratri Dooj) نام دارد، به خواهران اختصاص یافته است.
در زمان‌های بسیار قدیم، در این روز یاما (خدای مرگ) به دیدار خواهر خود یامونا (Yamuna) رفت و به عنوان هدیه به او مزیتی اعطا کرد که به موجب آن، هر کس در این روز به دیدار یامونا می‌رفت، از تمام گناهانش بری می‌شد. از آن زمان تا کنون، در این روز برادران به دیدار خواهران خود می‌روند تا از این عطیه، سهمی‌برده باشند.
در بنگال، خواهران برای سلامت، موفقیت و شادی برادران خود، مراسم دعای خاصی انجام می‌دهند که بهای فوتا (Bhai fota) نام دارد. جشنوارهٔ دیوالی در این روز پایان میابد و مردم با روحیهٔ تازه، سال نو را آغاز می‌کنند.

## نگارخانه

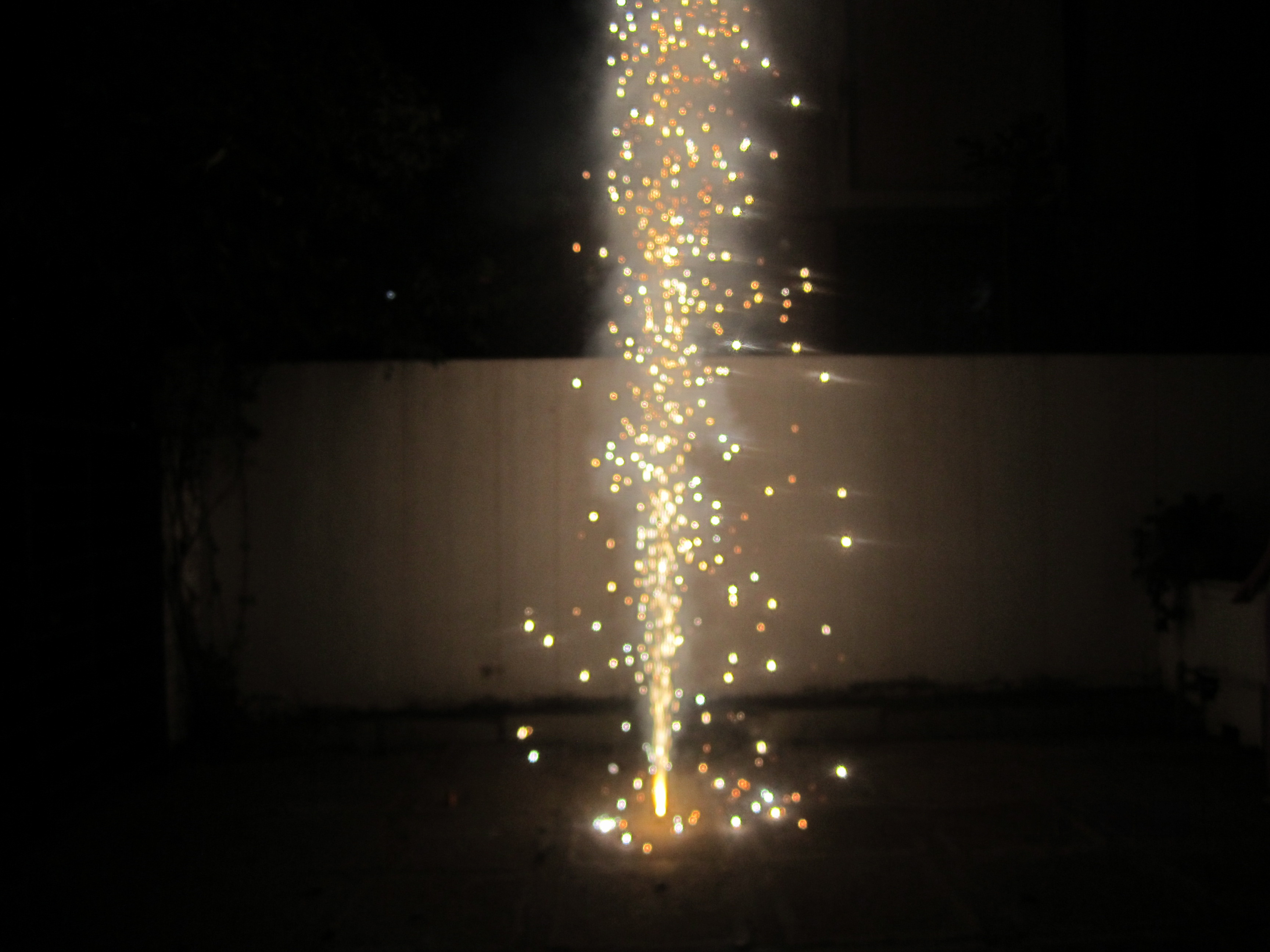
فواره آتش بازی دیپاوالی
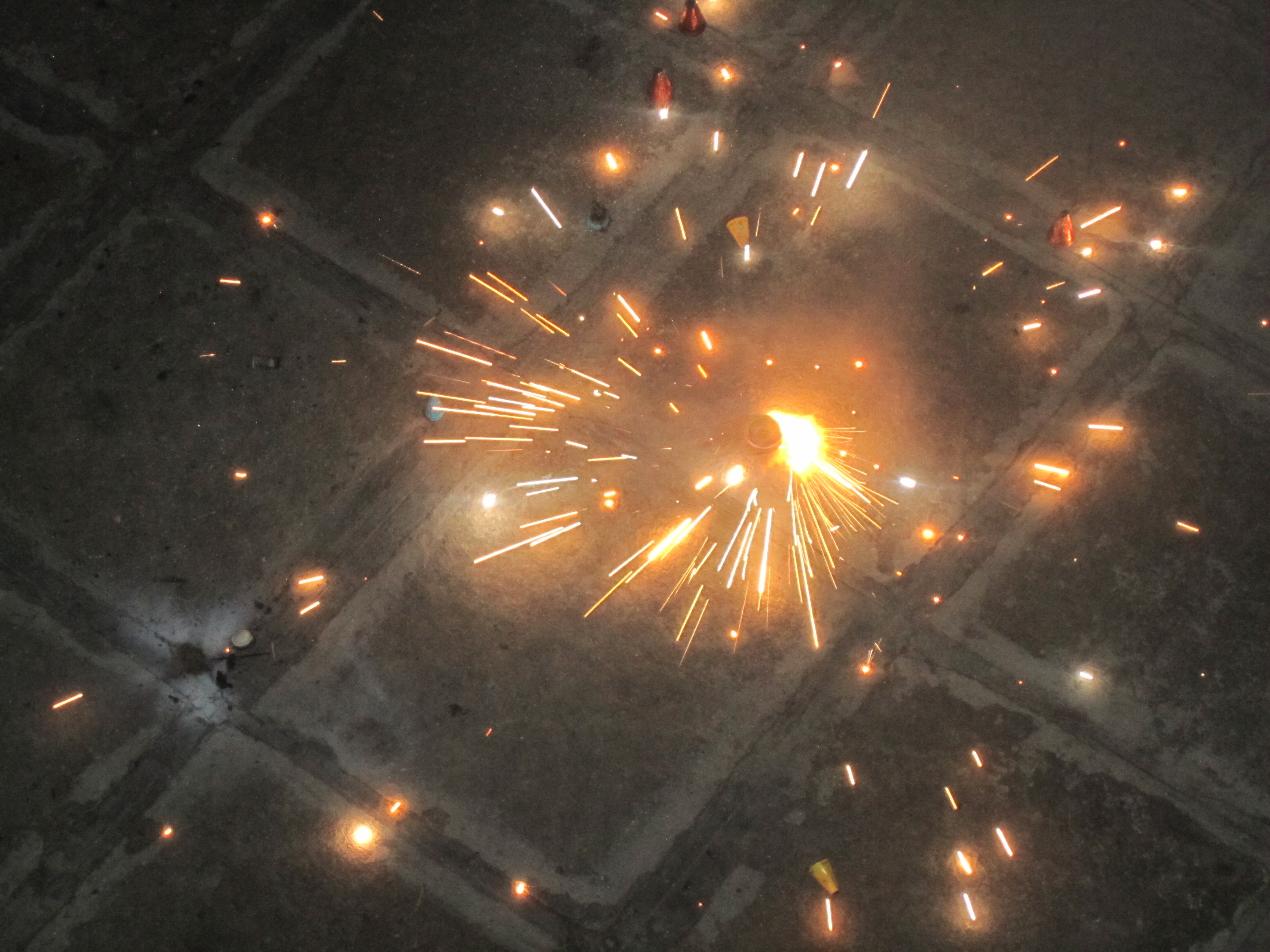
دایره آتش بازی دیپاوالی در نوسان است
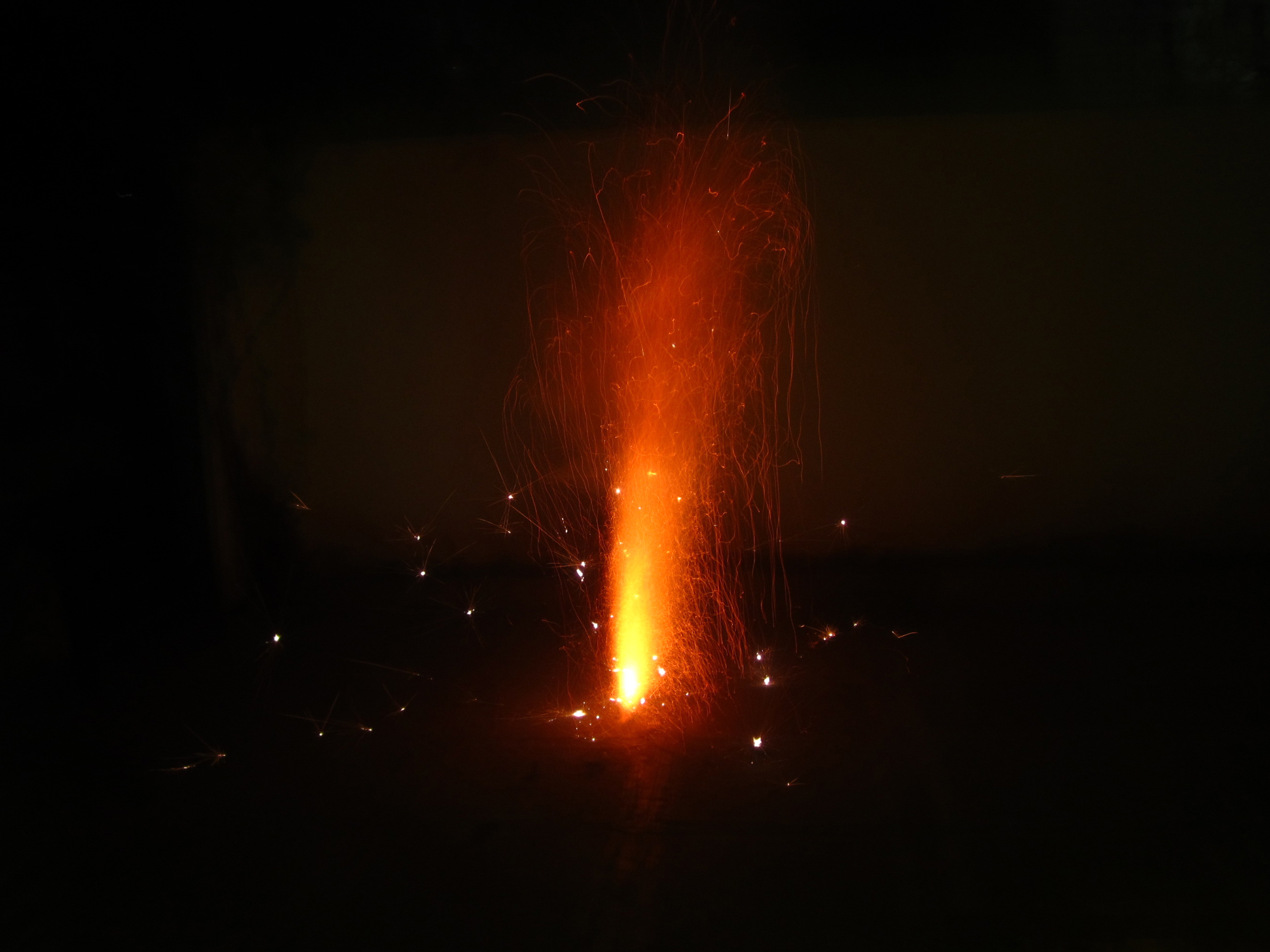
آتش بازی در شب
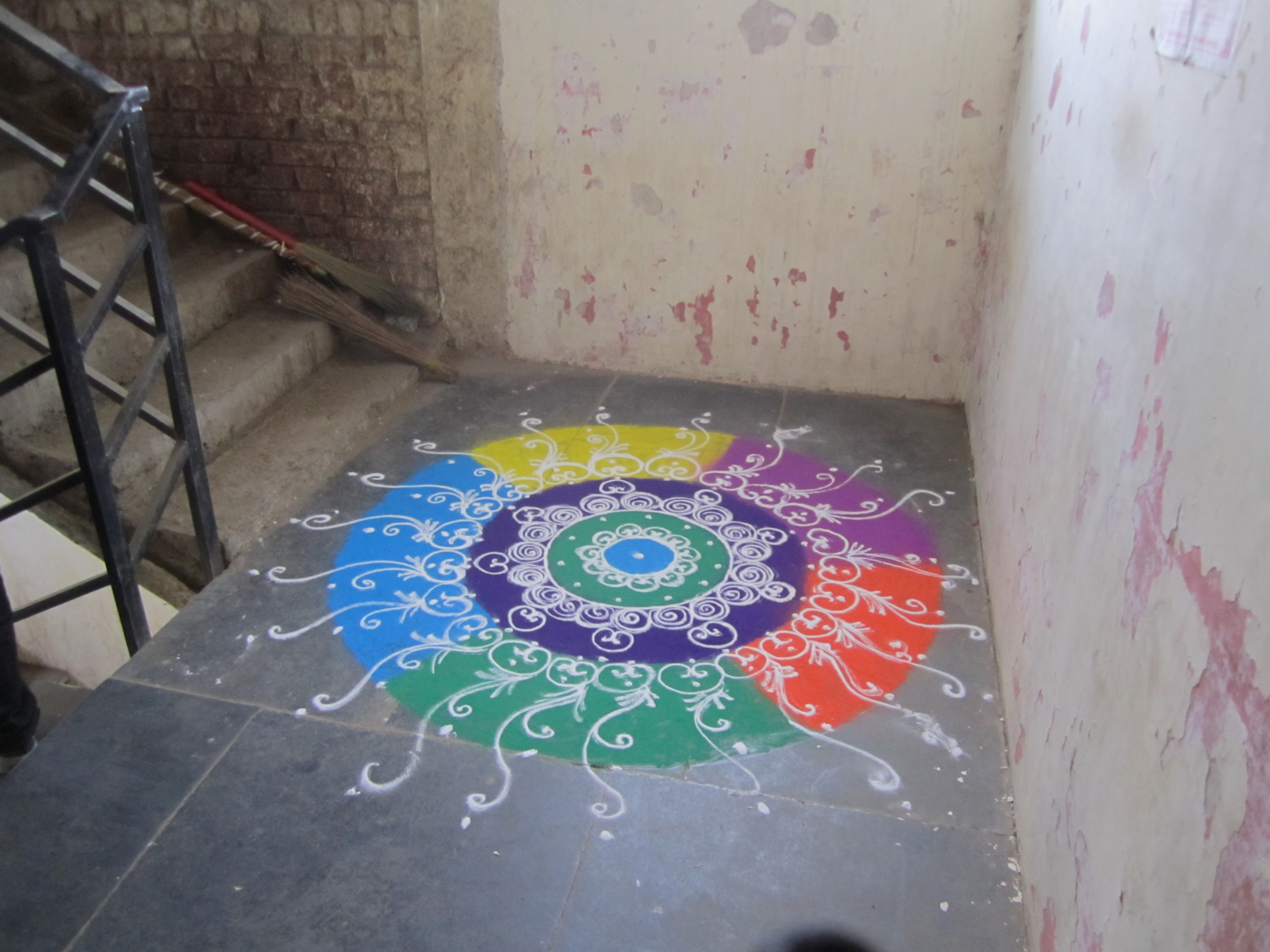
دیوالی رنگولی
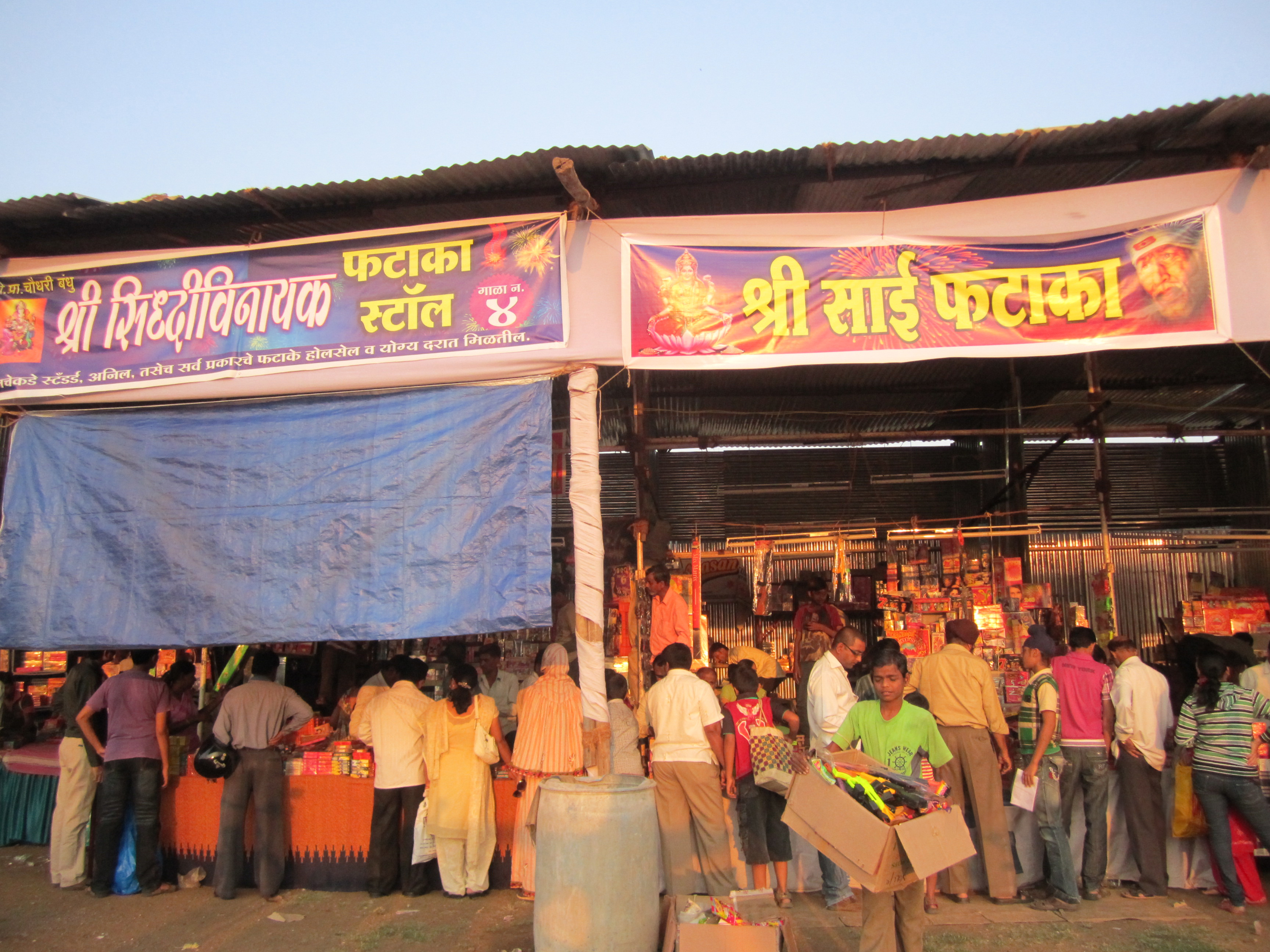
غرفه‌های فروش فایر کراکر
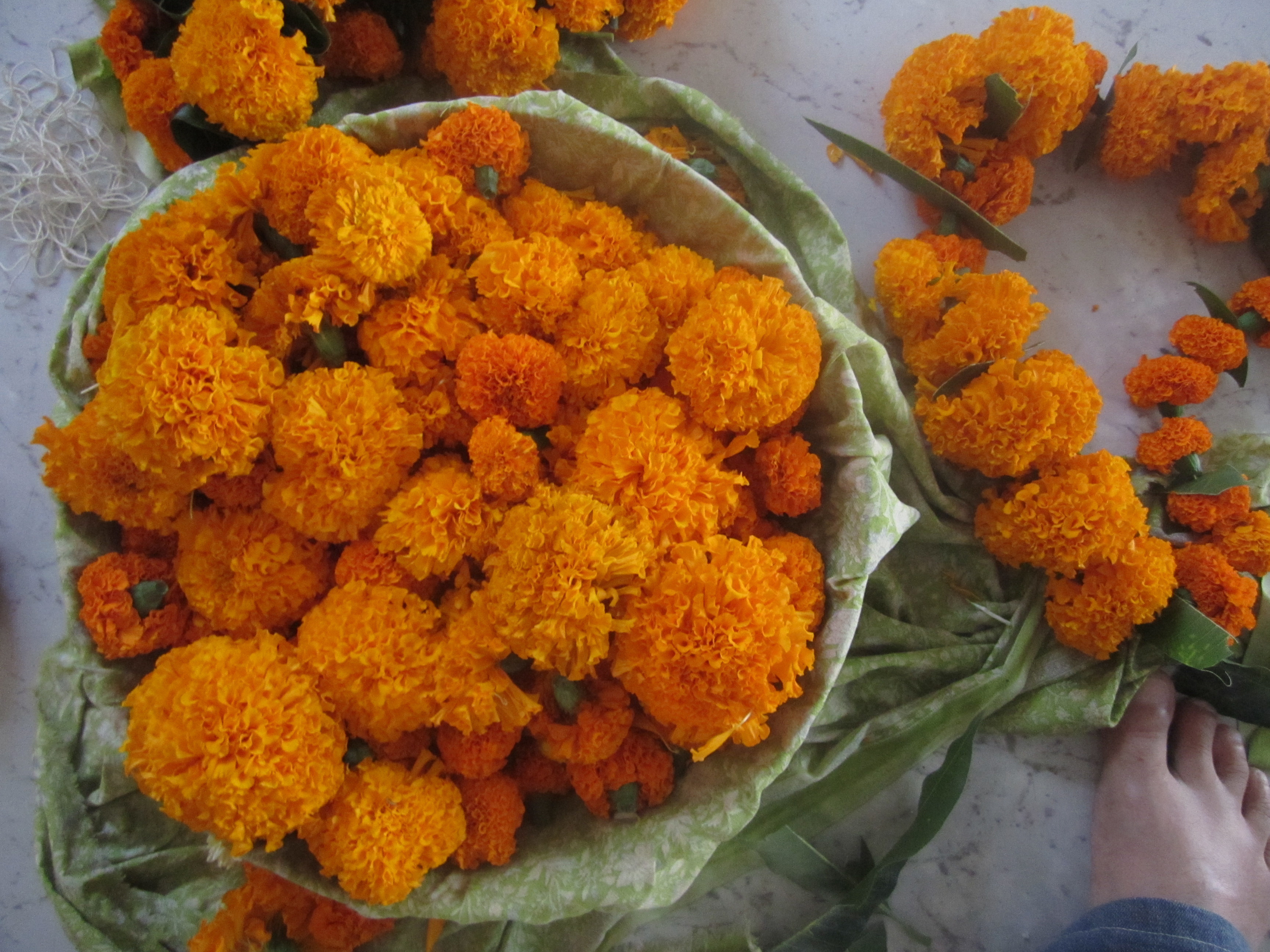
حلقه گل برای تزئین دیوالی